# Tiziano Quarella
Tiziano Quarella (Bussolengo, 20 febbraio 1958) è un ex calciatore e allenatore di calcio italiano, di ruolo attaccante.

## Biografia
Suo fratello Roberto, di cinque anni più giovane, è stato a sua volta calciatore, giocando anche una partita in Serie A con l'Hellas Verona nella stagione 1982-1983.

## Carriera

### Giocatore
Nella stagione 1977-1978 ha segnato un gol in 5 presenze in Serie A con l'Hellas Verona; l'anno seguente è passato al Pisa, segnando, il 3 giugno 1979, la rete del definitivo 2-1 contro il Catania che ha consentito al Pisa, alla penultima giornata, di scavalcare gli etnei al 1º posto in classifica. Con la successiva vittoria a Pagani, il Pisa ha ottenuto la promozione in Serie B dopo 8 anni. Rimane in rosa anche nella stagione 1979-1980, in Serie B, nella quale segna una rete in 11 presenze, anche a causa di un grave infortunio che ne compromette la carriera da calciatore, terminata qualche anno più tardi nei campionati regionali veneti nel Pescantina. Dal 1980 al 1982 ha vestito la maglia del Prato, con cui ha totalizzato 45 presenze e 3 reti fra Serie C1 e Serie C2.

### Allenatore
Terminata la carriera da calciatore, ha iniziato ad allenare in squadre dilettantistiche in provincia di Verona.